# Ricciacum
Ricciacum (auch vicus Ricciacus), in Dalheim (Luxemburg) gelegen, ist eine gallorömische Siedlung (vicus) in der Provinz Gallia Belgica, die als Etappenort entlang der römischen Fernstraße Via Agrippa wohl um 17 v. Chr. gegründet wurde. Nach einer langen Blütezeit wurde der Ort in der zweiten Hälfte des 3. Jahrhunderts während der Germaneneinfälle mehrfach zerstört, blieb aber kontinuierlich bis in die erste Hälfte des 5. Jahrhunderts besiedelt. Erst danach wurde die Siedlung aufgegeben.
Ricciacum wies beeindruckende öffentliche Bauten auf, die ihm das Aussehen einer römischen Kleinstadt verliehen. Hierzu zählen ein gallorömisches Theater, ein großer Tempelbezirk und öffentliche Thermen.

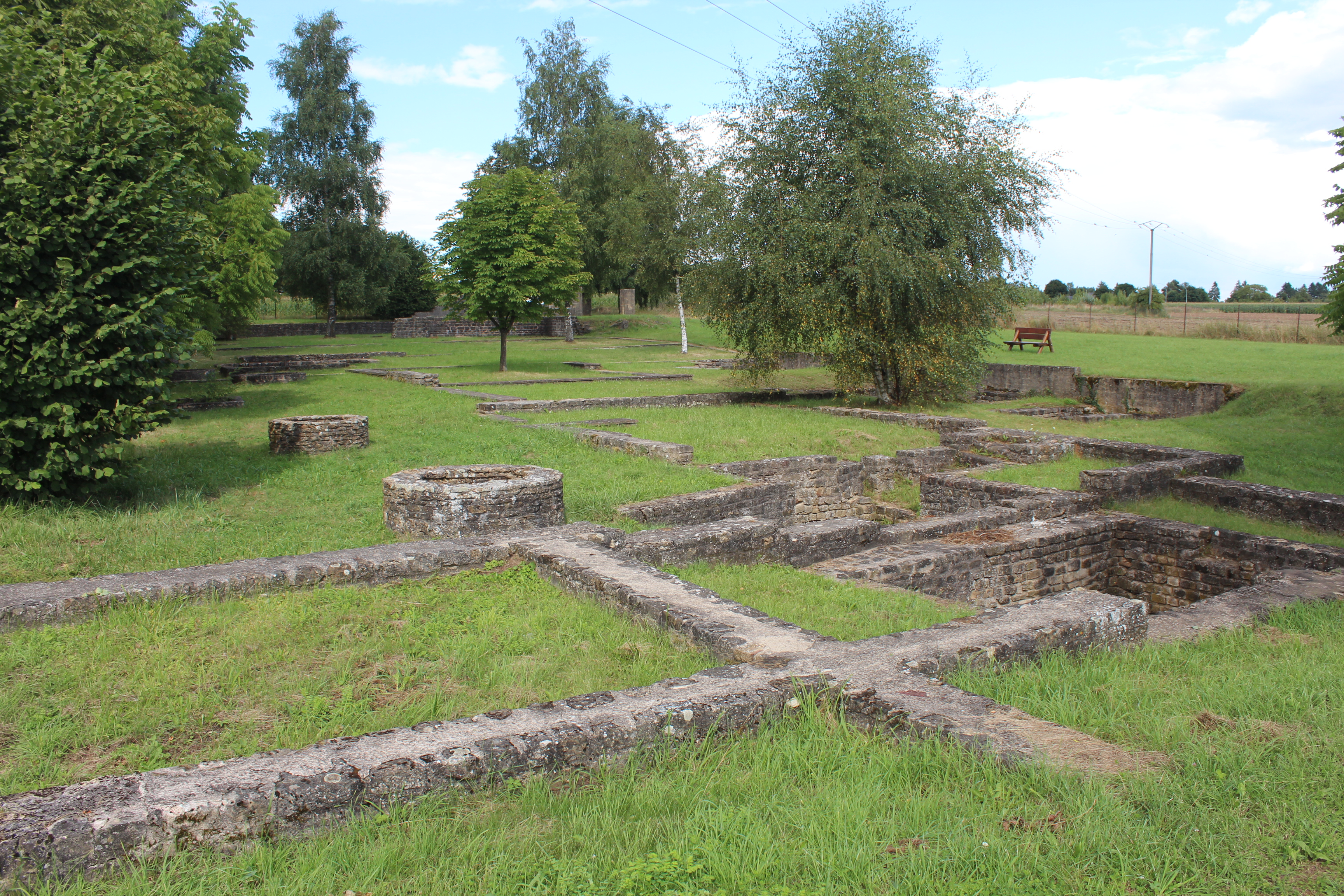
Römischer Vicus von Dalheim

## Lage
Die römische Siedlung Ricciacum liegt im heutigen Dalheim im Großherzogtum Luxemburg. In römischer Zeit befand sich der Vicus in der Provinz Gallia Belgica in der Civitas Treverorum, dem ehemaligen Stammesgebiet der Treverer. Die gallorömische Siedlung erstreckte sich sowohl über das südlich der heutigen Ortschaft gelegene Hochplateau als auch im nördlich angrenzenden Tal unterhalb des heutigen Ortskerns. Der Hauptteil des Vicus erstreckt sich rechts und links der nach ihrem Planer Marcus Vipsanius Agrippa benannten Fernstraße, die von Lyon über Mâcon, Chalon-sur-Saône, Dijon, Langres, Toul, Metz, Dalheim, Trier durch die Eifel nach Köln führte.
Die Lage der Siedlung auf der sanft nach Südwesten hin abfallenden Hochebene erlaubte eine beeindruckende Fernsicht, und so konnte in römischer Zeit die hier über 23 km schnurgerade verlaufende Straße überblickt werden. In Dalheim gabelte sich die Fernstraße. Sie verlief in östlicher Richtung weiter nach Stadtbredimus und von dort über die Römische Brücke Stadtbredimus-Palzem auf die rechte Moselseite, während sie nach Westen durch den „Buchholzer Wald“ in Richtung Medingen führte. Dieser Strang traf im weiteren Verlauf auf eine andere Fernstraße, die von Reims über die Vici von Orolaunum/Arlon, Mamer und Andethanna/Niederanven nach Augusta Treverorum/Trier führte und bei Wasserbillig die Mosel überquerte.

## Geschichte
Eine Vielzahl keltischer Fundstücke deuten darauf hin, dass sich vor der römischen Besiedlung auf dem Plateau eine spätlatènezeitliche Gründung befand. Aufgrund der starken römerzeitlichen Überbauung konnte diese aber bislang nicht genauer lokalisiert werden.
Nichtsdestotrotz scheint der gallorömische Vicus eine vollständige Neugründung zu sein, die im Zusammenhang mit der Planung und dem Bau der Via Agrippa um zirka 17 v. Chr. entstand. Hierfür sprechen einerseits seine strategische Positionierung an einer Straßengabelung am Ende einer geradlinigen Teilstrecke und andererseits die Lage auf halbem Weg zwischen den beiden Zentralorten Divodurum/Metz und Augusta Treverorum/Trier. Die ersten Phasen der Bebauung bestanden aus einfachen langrechteckigen Holzgebäuden mit steinernen Kellern, sogenannten Streifenhäusern, die sich beidseitig entlang der Straße befanden und typisch für die römische Vicusbebauung waren. Seine Lage bescherte dem Vicus recht früh einen gewissen Reichtum und Stellenwert. Nach dem Bataveraufstand (69/70 n. Chr.) wurde die Bebauung umfassend umstrukturiert. Die Hauptstraße wurde verbreitert, die Gebäude nach und nach in Stein ausgebaut, und die Siedlung bekam mit den öffentlichen Großbauten wie Theater, Tempelbezirk und Thermen immer mehr das Aussehen einer römischen Kleinstadt. Dieser massive Ausbau sowie die Art der Anlagen lassen darauf schließen, dass Dalheim spätestens ab dieser Zeit nicht nur ein wichtiger Handelsposten, sondern auch der Zentralort eines pagus war.
Am Ende des 2./Anfang des 3. Jahrhunderts erreichte der Ort mit einer Fläche von etwa 35 Hektar und einer geschätzten Einwohnerzahl von 1500 bis 2000 Menschen seine größte Ausdehnung. Als Straßenstation lebte er vor allem vom Verkauf gewerblicher Produkte sowie der Verköstigung und Unterbringung von Reisenden und Pilgern. Trotz Zerstörungen während der Germaneneinfälle in der 2. Hälfte des 3. Jahrhunderts und einem hiermit verbundenen Bevölkerungsrückgang ist eine kontinuierliche Besiedlung des Ortes bis ins 5. Jahrhundert nachgewiesen.

## Namensgebung
Der antike Name des Ortes Ricciacum oder vicus Ricciacus ist gleich durch mehrere Quellen überliefert. Einerseits gibt es eine Erwähnung einer Straßenstation namens Ricciaco auf der Tabula Peutingeriana, einer mittelalterlichen Abschrift einer spätantiken Karte des gesamten Römischen Reiches. Da dieser Ort aber entlang einer Straße auf der rechten Moselseite eingetragen ist, wurde er lange Zeit nicht mit Dalheim in Verbindung gebracht. So erfolgte eine längere Forschungsdiskussion über die Verortung der Straßenstation.
Funde von kleinen Bleischeiben (tesserae) mit den Inschriften RICC und RICCIAC sowie eine im Jahr 2008 im Bereich der Thermen gefundene Inschrift, in der die vicani Riccienses, also die Bewohner des vicus Riccius, genannt werden, identifizieren Dalheim aber eindeutig mit Ricciaco. Die leichte Abwandlung des Namens auf der Inschrift lässt entweder darauf schließen, dass die Siedlung unter beiden Namen, also Ricciacum und Riccium, bekannt war, oder es handelt sich hierbei um einen Schreibfehler. Darüber hinaus hat sich der antike Name bis heute im Flurnamen „a Rëtzeg“ (früher „Ritzig“) unweit der gallorömischen Siedlungsstelle erhalten.

## Strukturen

### Vicusbebauung
Zwischen 1977 und 1986 wurden Ausgrabungen in einem Viertel im Zentrum des Vicus entlang der Fernstraße vorgenommen. Der angetroffene Bezirk entspricht dem typischen Schema römischer Straßensiedlungen: schmale Parzellen mit Streifenhäusern, die mit ihrer Schmalseite zur Straße ausgerichtet sind und im vorderen Bereich Läden oder Tavernen enthalten. Eine überdachte Portikus ermöglicht einen sonnen- und regengeschützten Zugang zu den Gebäuden. Zu Beginn der Besiedlung in augusteischer Zeit bestanden diese Strukturen aus Holz, lediglich die Keller waren aus Stein gemauert. Nach mehreren Umbauphasen wurden schließlich die Holzgebäude niedergelegt und in der Zeit Vespasians in der zweiten Hälfte des 1. Jahrhunderts n. Chr. systematisch in Stein ausgebaut. Das bei den Grabungen gefundene Material deutet auf eine rege handwerkliche Tätigkeit in diesem Bereich des Vicus hin. Die Werkstätten, aber auch Nutzgärten, Brunnen, Öfen lagen dabei im rückwärtigen Teil der langgestreckten Parzellen. In Dalheim wurde dieser Parzellenbereich bei den Grabungen nur in kleinen Ausschnitten angeschnitten, daher lassen sich zur eigentlichen Nutzung kaum Aussagen treffen. Allerdings weisen sie alle eine recht hohe Anzahl von Brunnen auf. Dies ist nicht verwunderlich, da es der einzige Wasserzugang auf dem Hochplateau war. Im 3. Jahrhundert wurde der Vicus bei Germaneneinfällen mehrfach zerstört. Hiervon zeugen Zerstörungshorizonte und Brandschichten, die sich durch den gesamten Vicus ziehen. Die Besiedlung riss aber nicht ab und die Bauten wurden regelmäßig wieder instand gesetzt. Anfang des 4. Jahrhunderts wurde die Straßenkreuzung mit einem befestigten Posten, einem burgus gesichert, der in der Mitte des 19. Jahrhunderts ausgegraben wurde. Für den Bau wurden die massiven Blöcke der Sitzreihen des damals nicht mehr genutzten Theaters verwendet.

### Tempelbezirk
Bereits im 19. Jahrhundert wurden durch den Notarschreiber Ernest Dupaix Ausgrabungen im Tempelbezirk unternommen. Auf den damals entstandenen Plänen ist unter anderem der Grundriss eines achteckigen Tempels zu erkennen. Zudem stammen aus dem Bereich eine Vielzahl an Zeugnissen des römischen Kultgeschehens.
Erst in den 1970er Jahren zeigten Luftbilder, dass der Tempel zu einem großen Tempelbezirk mit mindestens zwei weiteren Kultgebäuden gehörte. Diese wurden zwischen 1986 und 1998 ausgegraben. Es handelt sich um einen Podiumstempel sowie einen gallorömischen Umgangstempel, die beide wohl in der Zeit um 130 n. Chr. entstanden sind und bis ins 3. Jahrhundert genutzt wurden. Unter den beiden Großbauten kamen die Grundrisse zweier Vorgängerbauten heraus, bei denen es sich ebenfalls um gallorömische Umgangstempel handelt, die wohl in der zweiten Hälfte des 1. Jahrhunderts entstanden sind.
Der große Tempelbezirk mit seinen bislang drei belegten, vielfältigen Tempeln spricht dafür, dass Ricciacum im Kultgeschehen der Region eine übergeordnete Rolle spielte. So kann es sich um ein Pilgerheiligtum entlang der Fernstraße gehandelt haben. Wem genau die Tempel geweiht waren, ist heute nicht mehr festzustellen. Die hohe Anzahl an Statuen und Weiheinschriften für Minerva, Merkur und Epona sprechen aber dafür, dass es wohl vor allem diese Gottheiten waren, denen hier geopfert wurde. Neben diesen wurde auch noch eine Vielzahl anderer römischer und keltischer Gottheiten in Dalheim verehrt. Zu ihnen zählen Fortuna, Ceres, Vesta, Victoria und Nemesis.

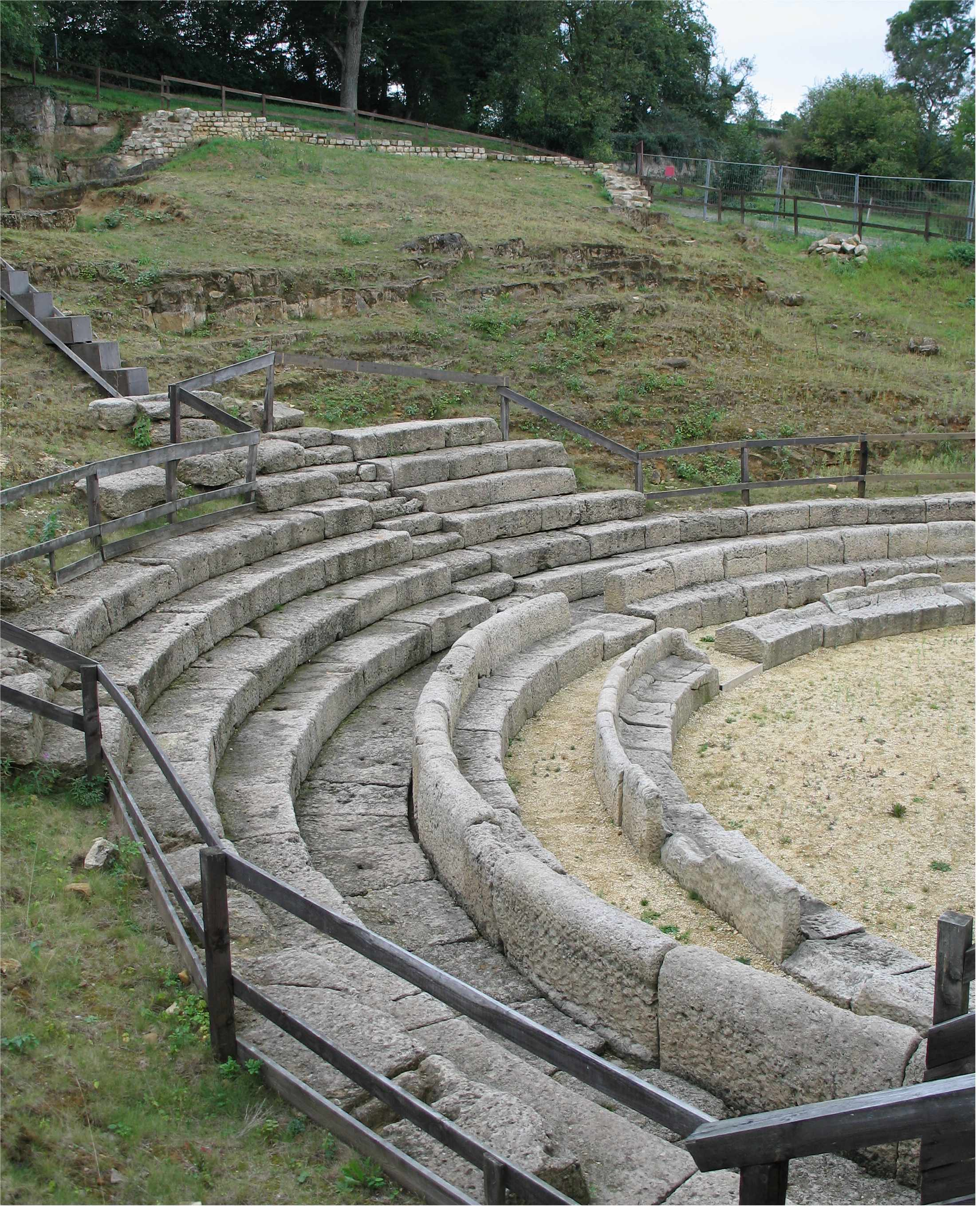
Die erhaltenen Sitzreihen des gallorömischen Theaters von Ricciacum

### Theater
Das gallorömische Theater von Ricciacum liegt an einem „Fielsgaart“ genannten Steilhang nördlich des Hochplateaus. Seine Entdeckung geht auf das Jahr 1985 zurück und war ein Beleg, dass der Vicus sich ebenfalls im Tal unterhalb des Plateaus erstreckte. Es konnte anschließend in mehreren Ausgrabungskampagnen zwischen 1999 und 2007/2008 fast vollständig untersucht werden.
Im ersten Viertel des 2. Jahrhunderts n. Chr. wurde ein ehemaliger Steinbruch im Hang zum Bau des gallorömischen Theaters genutzt, das in seiner ersten Phase mit einer steinernen Außenmauer und hölzernen Sitzbänken ausgestattet war. Während der Nutzungszeit fanden anschließend mehrere Umbaumaßnahmen statt. Die noch heute sichtbaren Steinränge wurden gegen Ende des 2. Jahrhunderts n. Chr. eingebracht. Im gleichen Zuge wurde die Mauerecken zur Aufnahme des zusätzlichen Hangdrucks massiv verstärkt. Die ersten beiden Ränge – von denen der vordere zu Beginn des 3. Jahrhunderts hinzugefügt wurde – besaßen Rücken- beziehungsweise Arm- und Rückenlehnen. Hierbei handelt es sich um Ehrenplätze, deren erster sicherer Beleg in Gallien hier in Dalheim vorliegt. In seiner letzten Phase bot das Theater über 3500 Menschen Platz. Dass gallorömische Theater in erster Linie Multifunktionsbauten waren, deuten auch die Altarfundamente in der Orchestra an. Sie belegen kultische Handlungen, die sich wohl zwischen den ersten Rängen und der Bühne abgespielt haben. Die Anwesenheit eines Theaters sowie seine Größe deuten darauf hin, dass es sich bei dem römischen Dalheim um den Zentralort eines pagus gehandelt hat.
Im Außenbereich konnte eine Zerstörungsschicht aus dem Ende des 3. Jahrhunderts n. Chr. nachgewiesen werden. In jener befand sich neben Brandschutt aus dem Vicus auch ein Skelett mit deutlichen Hiebspuren am Schädel, das als Opfer der Germaneneinfälle gilt. Nach diesen Ereignissen scheint das Theater nicht mehr in seiner ursprünglichen Funktion genutzt worden zu sein. Die massiven Steinblöcke der oberen Sitzreihen wurden im Laufe des 4. Jahrhunderts für die Fundamente eines am oberen Rand des Plateaus erbauten burgus (militärischer Straßenposten) ausgebrochen. Das Gelände scheint aber noch bis ins 5. Jahrhundert hinein genutzt worden zu sein.

### Thermen
Im Nahbereich des Theaters wurde eine öffentliche Badeanlage lokalisiert. Erste römische Mauerzüge kamen bereits 1962 sowie 1978 bei Straßenarbeiten in der Hossegaass zum Vorschein. 2003/2004 wurden dann bei Sondagegrabungen im Innenhof des ehemaligen Café Simon mehrere Räume angetroffen, die 2008/2009 nach Abriss einiger Anbauten genauer untersucht wurden.
Von den bislang in Dalheim aufgedeckten Räumen lassen sich mehrere ihrer Funktion im römischen Badeablauf zuweisen. Hierbei handelt es sich zum einen um das Frigidarium mit zugehörigem Becken (Piscina) zum anderen um das Tepidarium mit Fußbodenheizung, das nordwestlich anschließt. Zu der Anlage gehörte auch ein offener Außenbereich, der von einem offenen Säulengang, einer Portikus, umgeben war.
Die Thermen in Dalheim wurden wohl am Ende des 1. oder Anfang des 2. Jahrhunderts gebaut und durchlebten während ihrer langen Nutzungszeit mehrere Umbauphasen. Bei einem Brand in der Mitte des 4. Jahrhunderts wurde das Bad zerstört und anschließend nicht wieder aufgebaut. Aus dieser Brandschicht konnte ein Weihealtar mit einer Inschrift aus der Mitte des 3. Jahrhunderts, der eine Reparatur der Portikus nach einem „Barbarenüberfall“ erwähnt, geborgen werden. Dieser Reliefblock gehört zu den bedeutendsten Fundstücken aus Dalheim und hat durch seine Inschrift eine überregionale Tragweite. Hierauf ist sowohl der Name der Ortschaft als auch ein „Barbarensturm“ (vi barbarorum) vermerkt.

### Gräberfelder
Wie zu jedem römischen Ort, gehörten auch zu Ricciacum ausgedehnte Gräberfelder. Bislang sind die Grundrisse zweier Grabmonumente sowie etwa vierzig Brandgräber und zwei Körpergräber aus dem kleinen Tal Hossegronn bekannt, in dem ab der 2. Hälfte des 1. Jahrhunderts bestattet wurde.
Ein spätantikes Gräberfeld des 4. Jahrhunderts, mit starkem fränkischem Einfluss, lag im Bereich der heutigen Pfarrkirche Sankt-Peter. Weitere große Gräberfelder dürften sich an den Ausfallstraßen des Vicus befunden haben. Von dort dürften auch die Grabsteine stammen, die vor allem im 18. und 19. Jahrhundert auf den Feldern um Dalheim gefunden wurden.

### Meilensteine
Aus der Umgebung von Dalheim stammen zwei Meilensteine, die beide bereits Ende des 19./Anfang des 20. Jahrhunderts entdeckt wurden. Einer befand sich wahrscheinlich nahe dem heutigen Ort Filsdorf, südlich von Dalheim, ein weiterer wurde nordwestlich des Ortes im „Buchholzer Wald“ entlang der Straße nach Medingen gefunden.
Der erste Meilenstein wurde bereits im letzten Drittel des 19. Jahrhunderts, vermutlich zwischen 1870 und 1900, südwestlich von Dalheim gefunden. Erhalten sind zwei kleine Fragmente des ursprünglich säulenförmigen Steins mit insgesamt 4 Textzeilen, die es erlauben, den Stein in die Zeit des Philippus Arabs zu datieren.
[I]MP CAES M
[P]HILIPPO P[IO]
[F]EL INVIC[TO]
[A]B AVG TR[EV]
XVI
Der Meilenstein aus „Buchholz“ kam im Jahr 1934 bei Arbeiten am Rand der Straße CR 153 zu Tage. Der Beschreibung folgend muss die Säule verkippt im Straßengraben gelegen haben. Die noch erkennbaren Inschriftenreste lassen es zu, den Stein in die Zeit Hadrians, ca. 121 n. Chr. zu datieren.
[IMP CAESARI DIVI]
T[RAIANI PART FIL]
D[IVI NERVAE NEP]
TRAIA[NO HADRIANO]
AVG [PONTIF MAX]
TRIB POTEST [V COS III PP]
A COL AV[G TREV]
XXV

### Straßenheiligtum im „Buchholzer Wald“
Entlang der Straße CR 153 in Richtung Medingen liegt im „Buchholzer Wald“ ein kleines Heiligtum in Form eines gallorömischen Umgangstempels. Die moderne Straße verläuft hier genau über der römischen und damit lag der 8 m × 7,50 m messende Tempel direkt an der römischen Straße, die über Wasserbillig nach Trier führte. Bekannt ist das Heiligtum bereits seit dem Jahr 1934, als im Zuge der Auffindung eines Meilensteins auch eine weitere, auffällige Stelle untersucht wurde.
Zu den besonderen Funden aus dem Tempelareal gehören zwei stark fragmentierte, steinerne Götterstatuen, die noch an ihren jeweiligen originalen Aufstellungsplätzen angetroffen wurden. Es handelt sich hierbei um eine Sitzstatue des römischen Gottes der Händler (Merkur) sowie um die einer weiblichen Gottheit, die wahrscheinlich Rosmerta darstellt. Sie war die keltische Begleiterin Merkurs und kommt oft zusammen mit ihm vor. Auch ein Stück einer im Tempel gefundenen Inschriftenplatte nennt Merkur. Demnach scheint es sich bei dem kleinen Tempel um ein Wegeheiligtum für Merkur gehandelt zu haben.

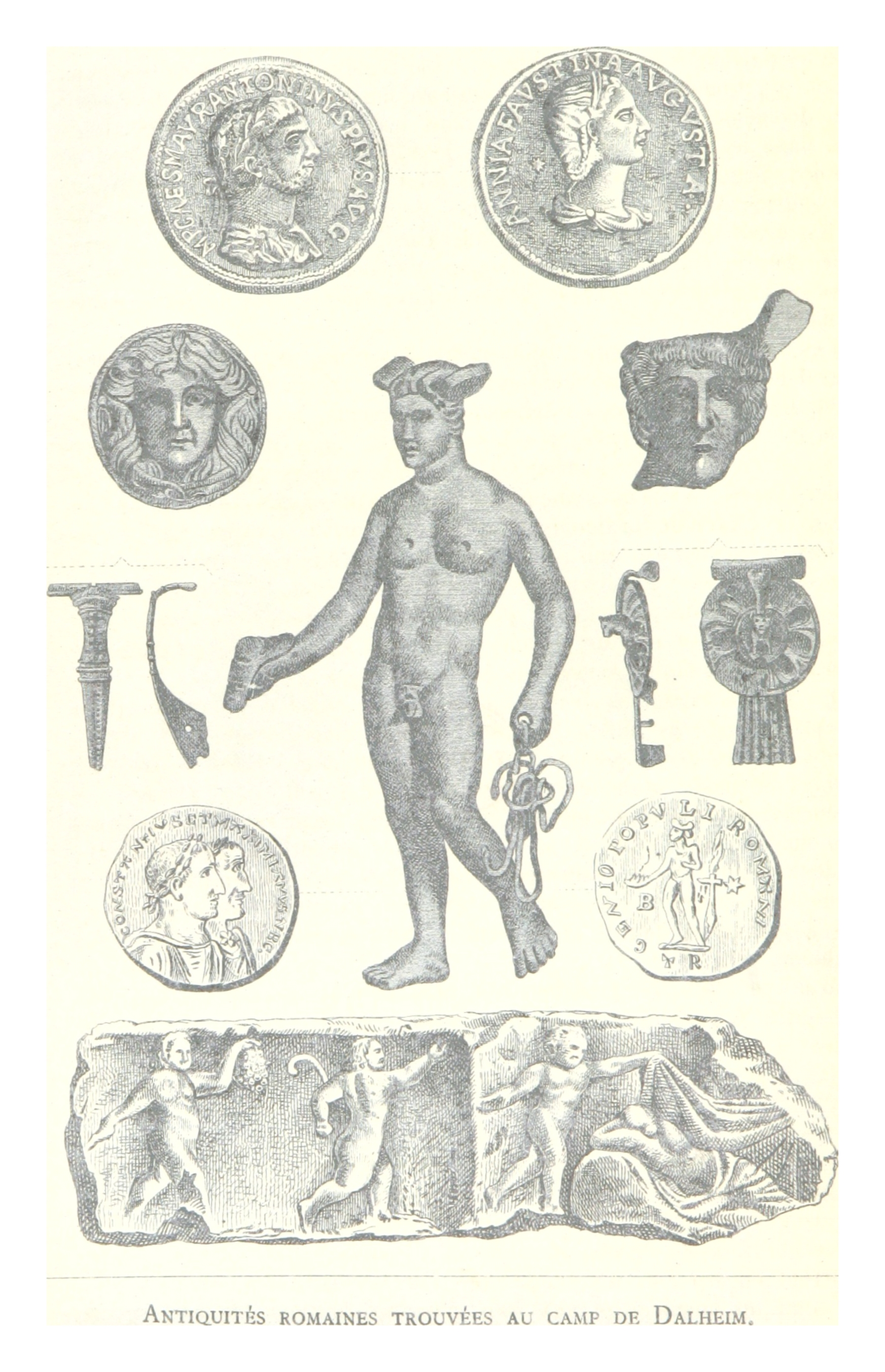
Eine Seite aus den ersten Publikationen zum römischen Dalheim

## Forschungsgeschichte
Die römische Fundstelle wird bereits im 17. Jahrhundert in den Werken des Jesuitenpaters Alexander Wiltheim zu den römerzeitlichen Denkmälern aus Luxemburg und Umgebung erwähnt.
Einen richtigen Aufschwung erlebte die Erforschung aber erst Mitte des 19. Jahrhunderts, als die Société archéologique de Luxembourg Ausgrabungen im Vorfeld des Baus der Drei-Kantons-Straße (der heutigen N13) durchführte. Diese Grabungen wurden zeitnah in drei Berichten in den Publications de la Section Historique zwischen 1852 und 1856 publiziert und ließen bereits erkennen, dass es sich um einen Ort von außerordentlicher Bedeutung handelte. Dies führte auch dazu, dass Dalheim den Beinamen „luxemburgisches Pompeji“ bekam. Die ersten Erforscher gingen indes noch davon aus, auf dem Plateau die Reste eines römischen Militärlagers gefunden zu haben. Erst später stellte sich heraus, dass hier eine rein zivile Siedlung lag. Infolgedessen suchten bald vermehrt private Antikensammler auf dem Gelände ihr Glück. Einer der bekanntesten dürfte der Notarschreiber Ernest Dupaix sein, dessen zahlreiche Funde noch heute vom Ausmaß seiner Sammelleidenschaft zeugen. Seine Arbeiten konzentrierten sich vor allem auf einen Bereich entlang der römischen Straßen, in dem ein großer Tempel lag, dessen Grundrisse er auch in Planzeichnungen festhalten ließ.
Systematische Ausgrabungen wurden dann ab dem Jahr 1977 durch die archäologische Abteilung des luxemburgischen Nationalmuseums für Geschichte und Kunst begonnen. Die Untersuchungen konzentrierten sich vor allem auf einen Bereich entlang der Fernstraße im Zentrum der Siedlung sowie auf den bereits durch Dupaix angegrabenen Tempelbezirk an ihrem östlichen Rand. Die Entdeckung des Theaters 1985 weitete die Grabungstätigkeit auch auf den Bereich unter dem heutigen Dorf Dalheim aus. Mehrere Grabungskampagnen, Sondagen und baubegleitende Untersuchungen, sowohl auf dem Plateau als auch im heutigen Ortskern von Dalheim sowie Prospektionen durch Luftbilder, Geomagnetik und Bodenradar ermöglichen es heute, einen relativ detaillierten Plan der römischen Siedlung zu zeichnen. Zu verdanken ist dies vor allem dem glücklichen Umstand, dass große Teile der Ansiedlung seit der Antike nie überbaut wurden.
Seit 2016 wurde vor Ort ein Centre Régional de Recherche Archéologique eröffnet, das sich mit der systematischen Aufarbeitung der antiken Geschichte Dalheims befasst.